# La mia strada
La mia strada è un romanzo-autobiografia di Miley Cyrus, pubblicato dalla Disney Hyperion nel marzo 2009 col titolo Miles to Go, e messo in commercio in Italia nell'agosto dello stesso anno. Vi ha collaborato Hilary Liftin.
In questo libro, lei racconta la sua vita da quando è stata scelta come protagonista del telefilm statunitense Hannah Montana, alter ego di Miley Stewart. Miley scrive fra l'altro del suo primo amore, che chiama "principe azzurro", il quale noi sappiamo benissimo essere Nick Jonas dei Jonas Brothers, gruppo musicale statunitense per lo più pop.